# Alyxia
Alyxia är ett släkte av oleanderväxter. Alyxia ingår i familjen oleanderväxter.

## Dottertaxa tillAlyxia, i alfabetisk ordning[1]
- Alyxia acuminata
- Alyxia angustifolia
- Alyxia angustissima
- Alyxia annamensis
- Alyxia arfakensis
- Alyxia baillonii
- Alyxia balansae
- Alyxia bracteolosa
- Alyxia buxifolia
- Alyxia cacuminum
- Alyxia caletioides
- Alyxia celebica
- Alyxia clusiophylla
- Alyxia composita
- Alyxia concatenata
- Alyxia cylindrocarpa
- Alyxia defoliata
- Alyxia efatensis
- Alyxia erythrosperma
- Alyxia evansii
- Alyxia fascicularis
- Alyxia floribunda
- Alyxia fosbergii
- Alyxia ganophylla
- Alyxia glaucophylla
- Alyxia globosa
- Alyxia graciliflora
- Alyxia gracilis
- Alyxia grandis
- Alyxia gynopogon
- Alyxia hainanensis
- Alyxia halmaheirae
- Alyxia hurlimannii
- Alyxia ilicifolia
- Alyxia insularis
- Alyxia kaalaensis
- Alyxia kabaenae
- Alyxia kendarica
- Alyxia kongtumensis
- Alyxia kwalotabaa
- Alyxia lackii
- Alyxia lamii
- Alyxia laurina
- Alyxia leucogyne
- Alyxia linearis
- Alyxia loeseneriana
- Alyxia longiloba
- Alyxia luzoniensis
- Alyxia manusiana
- Alyxia margaretae
- Alyxia marginata
- Alyxia markgrafii
- Alyxia menglungensis
- Alyxia microphylla
- Alyxia minutiflora
- Alyxia monticola
- Alyxia mucronata
- Alyxia muguma
- Alyxia mujongensis
- Alyxia multistriata
- Alyxia nathoi
- Alyxia oblongata
- Alyxia obovatifolia
- Alyxia oleifolia
- Alyxia oppositifolia
- Alyxia orophila
- Alyxia oubatchensis
- Alyxia palawanensis
- Alyxia papuana
- Alyxia parvifolia
- Alyxia pilosa
- Alyxia podocarpa
- Alyxia poyaensis
- Alyxia pseudosinensis
- Alyxia pugio
- Alyxia pullei
- Alyxia punctata
- Alyxia purpureoclada
- Alyxia racemosa
- Alyxia reinwardtii
- Alyxia ridleyana
- Alyxia rostrata
- Alyxia royeniana
- Alyxia rubricaulis
- Alyxia ruscifolia
- Alyxia sarasinii
- Alyxia scabrida
- Alyxia schlechteri
- Alyxia semipallescens
- Alyxia siamensis
- Alyxia sinensis
- Alyxia sleumeri
- Alyxia sogerensis
- Alyxia solomonensis
- Alyxia spicata
- Alyxia squamulosa
- Alyxia stellata
- Alyxia sulana
- Alyxia tetanifolia
- Alyxia tetraquetra
- Alyxia thailandica
- Alyxia tisserantii
- Alyxia torqueata
- Alyxia tropica
- Alyxia uniflora
- Alyxia veillonii
- Alyxia vera